# Albert LeGatt
Albert LeGatt (ur. 6 maja 1953 w Melfort) – kanadyjski duchowny katolicki, arcybiskup Saint-Boniface od 2009.

## Życiorys
Święcenia kapłańskie otrzymał 9 czerwca 1983. Pracował przede wszystkim w parafiach w Prince Albert, pełniąc jednocześnie obowiązki m.in. przewodniczącego diecezjalnej komisji liturgicznej, członka Kolegium Konsultorów oraz przewodniczącego wydziału ds. powołań.

### Episkopat
26 lipca 2001 został mianowany biskupem diecezji Saskatoon. Sakry biskupiej udzielił mu 5 października 2001 bp Blaise-Ernest Morand.
3 lipca 2009 papież Benedykt XVI mianował go arcybiskupem Saint-Boniface.